# Ironus paludicola
Ironus paludicola är en rundmaskart som beskrevs av W. Schneider 1937. Ironus paludicola ingår i släktet Ironus och familjen Ironidae. Inga underarter finns listade i Catalogue of Life.